# Caobangia abbotti
Caobangia abbotti är en ringmaskart som beskrevs av Jones 1974. Caobangia abbotti ingår i släktet Caobangia och familjen Sabellidae. Inga underarter finns listade i Catalogue of Life.